# جوفانا ريسوفيتش
جوفانا ريسوفيتش (بالسيريلية الصربية: Јована Рисовић) مواليد 7 أكتوبر 1993 في بلغراد، صربيا والجبل الأسود، هي لاعبة كرة يد صربية تلعب كحارس مرمى. حققت المركز الأول في ألعاب البحر الأبيض المتوسط 2013.

## سجل المنافسة
شاركت في البطولات التالية:
- بطولة العالم لكرة اليد للسيدات 2013
- بطولة العالم لكرة اليد للسيدات 2015
- بطولة أوروبا لكرة اليد للسيدات 2012
- بطولة أوروبا لكرة اليد للسيدات 2014
- بطولة أوروبا لكرة اليد للسيدات 2016

## الميداليات
| الميدالية | المسابقة                            |
| --------- | ----------------------------------- |
| فضية      | بطولة العالم لكرة اليد للسيدات 2013 |
| ذهبية     | ألعاب البحر الأبيض المتوسط 2013     |
| برونزية   | الألعاب الجامعية الصيفية 2015       |

## روابط خارجية
- جوفانا ريسوفيتش على موقع الاتحاد الأوروبي لكرة اليد (الإنجليزية)